# Ваља Флорилор (Клуж)
Ваља Флорилор (рум. Valea Florilor) насеље је у Румунији у округу Клуж у општини Плоскош. Oпштина се налази на надморској висини од 349 m.

## Становништво
Према подацима из 2002. године у насељу је живело 302 становника, од којих су сви румунске националности.